# Aleochara moesta
Aleochara moesta är en skalbaggsart som beskrevs av Johann Ludwig Christian Gravenhorst 1802. Aleochara moesta ingår i släktet Aleochara, och familjen kortvingar. Enligt den finländska rödlistan är arten nationellt utdöd i Finland. Arten är reproducerande i Sverige. Artens livsmiljö är byggnader.